# Мухамад ас-Сабах
Мухамад ас-Сабах ас-Сабах (араб. محمد بن صباح الصباح; нар. 1838 — пом. 17 травня 1896) — шостий емір Кувейту.

## Біографія
Був другим сином еміра Сабаха II. Успадкував владу в Кувейті після смерті свого дядька Абдаллаха II 1892 року.
Після сходження Мухамада на престол, між ним та його братом Мубараком почались суперечки. Задля усунення суперника Мухамад вирішив зайняти Мубарака закордонними справами, відряджаючи його то до Хаси з османськими військами, то до пустелі з метою налагодження відносин між тамтешніми племенами. 1896 року Мубарак, узявши своїх синів Джабіра та Саліма, а також деяких послідовників, поїхав до Кувейту, де потай увійшов до будинку Мухамада. Після того, 17 травня 1896 року, еміра було вбито разом з його братом Джаррахом.